# کارینا میلئی
کارینا الیزابت میلئی (اسپانیایی: Karina Elizabeth Milei‎؛ زادهٔ ۲۸ مارس ۱۹۷۲) سیاستمدار اهل آرژانتین است که پس از انتخاب برادرش، خاویر میلئی به ریاست‌جمهوری، به‌عنوان رئیس دبیرخانه ریاست‌جمهوری کشور آرژانتین فعالیت می‌کند.

## زندگی و شغل
او دو سال پس از برادرش در سال ۱۹۷۲ در بوئنوس آیرس به دنیا آمد. آنها تنها فرزندان ازدواج نوربرتو میلئی و آلیسیا لوسیچ هستند. خاویر از والدینش دور ماند و کارینا تنها عضو خانواده او بود که سال‌ها با او ارتباط داشت. به گزارش سی‌ان‌ان و بی‌بی‌سی، خاویر از قلدری و خشونت خانگی رنج می‌برد. کارینا در آن زمان تنها حامی روحی او در دوران کودکی بود. خاویر در مصاحبه‌ها برخی از جنبه‌های رابطه خود را با کارینا تأیید کرده‌است. او اظهار داشت که پدرشان او را مورد ضرب و شتم شدید قرار داده و سعی کرده از خواهرش محافظت کند. خاویر خواهر خود را با موسی مقایسه کرد و اظهار داشت: «او موسی است، من فقط یک محبوب کننده هستم».
او دارای مدرک روابط عمومی از دانشگاه اینترپرایز آرژانتین است و همچنین در دانشگاه بلگرانو در رشته بازاریابی تحصیل کرده‌است. قبل از اینکه با برادرش وارد عرصه سیاست شود، مدیر مالی او بود. کارینا همچنین در رشته شیرینی‌پزی، مجسمه‌سازی و تورات‌خوانی تحصیل کرد، فعالیت‌هایی که او به عنوان سرگرمی و کار انجام می‌داد.
انتصاب کارینا به عنوان رئیس دبیرخانه ریاست‌جمهوری در ۱۰ دسامبر ۲۰۲۳، پس از آغاز به کار خاویر میلئی به عنوان رئیس‌جمهور آرژانتین در همان روز اعلام شد و یکی از اولین اقدامات او اصلاح فرمانی بود که نامزدی بستگان رئیس‌جمهور به سمت‌های کابینه را ممنوع کرد، این قانون توسط رئیس‌جمهور سابق مائوریسیو ماکری به صادر شده‌است.
کارینا میلئی شریک و فرزندی ندارد. علاقه او به باطن‌گرایی است و همچنین رابطه‌اش با برادرش خاویر میلئی، شایعاتی را در مورد تأثیر او بر خاویر، در حرفه سیاسی و مواضع سیاسی او، توجه بسیاری از رسانه‌ها را در آرژانتین به خود جلب کرده‌است.